# Travis Knights
Travis Knights est un danseur de claquettes, un chorégraphe et un performeur originaire de Montréal, Tiohtià:ke.

## Biographie
Travis Knights est initié à l'âge de dix ans à la tradition orale caractéristique de la claquette par Ethel Bruneau. Sa carrière débute en 2000 avec sa prestation comme danseur principal dans le film sur la vie Bojangles mettant en vedette Hines Glover et Savion Glover. En 2006, il est le danseur principal pour l'adaptation du jeux vidéo Happy feets de Warner Brothers. En 2007 et 2008, il est consultant pour le Cirque du Soleil et il performe à l'ouverture des Jeux olympiques d'hiver de Vancouver de 2010. Il joint ensuite la Tapestry dance company en tant que danseur principal à Austin, au Texas entre 2010 et 2013. Il reçoit le Austin Critic's Table Award for best dance artist en 2011 et en 2013. Il a aussi collaboré et performé au Vancouver International Tap Dance Festival. Ses ouvres ont été présentées sur plus de quatre continents. Il reçoit le Prix Jacqueline-Lemieux en 2019 qui souligne l'importance de la contribution d'un professionnel de la danse au Canada. Il vit à Brampton, en Ontario.

## Prix et récompenses
- 2011 : Austin Critic's Table Award pour meilleur artiste en danse[1]
- 2013 : Austin Critic's Table Award pour meilleur artiste en danse[1]
- 2019 : Prix Jacqueline-Lemieux[5]
- 2022 : Dora Awards pour une performance exceptionnelle de Toronto Alliance for the Performing arts[7]